# 大垣市立小野小学校
大垣市立小野小学校（おおがきしりつ このしょうがっこう）は、岐阜県大垣市の東部にある公立小学校。国道21号沿線に位置し「ホタル舞う小野小」の看板が見える。

## 概要
- 通学区域は加賀野1-5丁目、小野1-4丁目、東町1-4丁目、波須1-3丁目、万石1-3丁目、三本木1-4丁目、大村1・2丁目、上面1-4丁目、津村町1-5丁目、大島町1-3丁目、開発町1-5丁目、和合新町、和合新町1・2丁目、和合本町1・2丁目、新開町、中ノ江1-3丁目であり、公立中学校の進学先は大垣市立東中学校及び大垣市立星和中学校である[1]。

## 特徴

### はだし教育
- 1988年（昭和63年）より、はだし教育を実施していた。地域の保育園・幼稚園とともに一貫教育として行なっていた。
- 登下校は素足にゴム草履、校舎内は鼻緒付きのスリッパ、運動場で活動する体育や休み時間は全員裸足で活動する。
- 最近は怪我防止などの為に、行われていない。2007年の事故をもって中止となった。

### ビオトープ整備
- 1998年（平成10年）より校内にビオトープを整備。現在では「ホタルの見える小学校」として、周辺地域からも親しまれている。

### 進学
- 小野小は、私立中学を受験しない限りは星和中と東中へ別れて進学する｡基準は、21号線を境目に、南側が東中、北側が星和中である。

## 沿革
- 1873年（明治6年）
  - 2月24日 - 安八郡 小野村に賛襄義校が開校。小野村、加賀野村、沢渡村、下開発村、津村、波須村、万石村、三本木村の児童が通学する。専勝寺[注釈 1]を仮校舎とする。
  - 4月8日 - 安八郡三塚村に化成義校が開校。三塚村、今宿村、貝曽根村、藤江村[注釈 2]の児童が通学する。宝光寺[注釈 3]を仮校舎とする。
- 1875年（明治8年） - 賛襄義校が賛襄学校、化成義校が化成学校に改称する。
- 1877年（明治10年）5月27日 - 賛襄学校が現在の小野小学校の場所に校舎を新築し移転。
- 1879年（明治12年） - 化成学校が校舎を新築し移転。
- 1886年（明治19年） - 賛襄学校が賛襄尋常小学校、化成学校が化成尋常小学校に改称する。
- 1889年（明治22年）7月1日 -
  - 上開発村、下開発村、津村、大島村が合併し、和合村が発足。
  - 今宿村の一部（東上面）が分離し、波須村、万石村、三本木村、大村と合併し世保村発足。
- 1891年（明治24年）10月28日 - 濃尾地震により校舎が倒壊。
- 1894年（明治27年）4月12日 -
  - 賛襄尋常小学校と化成尋常小学校が合併し、小野尋常小学校となる。旧・賛襄尋常小学校跡地に校舎を新築。
  - 平村尋常小学校校区の世保村字大村（旧・大村）、領家尋常小学校校区の和合村字大島（旧・大島村）が小野尋常小学校に移る。
  - 小野尋常小学校校区の大垣町字藤江が大垣第三尋常小学校に、貝曽根村は領家尋常小学校に移る。
- 1897年（明治30年）4月1日 - 三塚村、加賀野村、小野村、沢渡村、今宿村、世保村が合併し、三城村が発足。これにより、小野尋常小学校は和合村と三城村の組合立の学校となる。
- 1899年（明治32年）4月25日 - 小野尋常高等小学校に改称する。
- 1904年（明治37年）1月28日 - 校舎（南舎）を増築。
- 1912年（大正元年）
  - 9月3日 - 校舎（中舎）を増築。
  - 9月23日 - 暴風雨により南舎が倒壊。
- 1913年（大正2年）5月 - 南舎を復旧工事が完成。
- 1915年（大正4年）2月 - 農業補習学校を併設。
- 1920年（大正9年）1月13日 - 校舎（北舎）を改築。
- 1924年（大正13年）11月28日 - 特別教室が完成。
- 1926年（大正15年）6月22日 - 青年訓練所を併設。
- 1928年（昭和3年）
  - 3月23日 - 火災により北舎、中舎が焼失。
  - 10月4日 - 新校舎（木造2階建）が完成。
- 1941年（昭和16年）4月1日 - 小野国民学校に改称する。
- 1944年（昭和19年）12月7日 - 昭和東南海地震により南舎が倒壊。
- 1945年（昭和20年）5月 - 校舎が東海道本線揖斐川橋梁防備のための軍施設となり、児童は民家などで分散授業となる（9月まで）。
- 1947年（昭和22年）4月1日 - 安八郡三城村和合村組合立小野小学校に改称する。
- 1951年（昭和26年）4月1日 - 和合村が大垣市に編入される。同時に三城村大垣市学校組合立小野小学校に改称する。
- 1952年（昭和27年）5月1日 - 三城村が大垣市に編入される。同時に大垣市立小野小学校に改称する。
- 1953年（昭和28年）4月1日 - 校区が変更され、三塚、緑園、今宿、鶴見が東小学校に移る。
- 1954年（昭和29年）10月1日 - 新校舎（鉄筋コンクリート造3階建。現・南校舎）が完成。
- 1955年（昭和30年）10月 - 従来の木造校舎を改築。
- 1959年（昭和34年）1月21日 - 体育館が完成。
- 1961年（昭和36年）7月20日 - プールが完成。
- 1970年（昭和45年）12月22日 - 校舎（鉄筋コンクリート造3階建）を増築。
- 1973年（昭和48年）3月1日 - 小野幼稚園兼小野小学校校舎が完成。
- 1974年（昭和49年）7月15日 - 新プールが完成。
- 1976年（昭和51年）1月20日 - 新体育館が完成。
- 1980年（昭和55年）3月15日 - 新校舎（鉄筋コンクリート造3階建。現・北校舎）が完成。
- 1998年（平成10年）7月 - ホタル広場（現・第1ビオトープ）が完成。
- 1999年（平成11年）6月 - 第1回校区祭（ホタル祭）を開催。以降毎年6月に開催。
- 2000年（平成12年）3月 - 第2ビオトープが完成。
- 2001年（平成13年）
  - 3月 - 第3ビオトープが完成。
  - 7月 - 第4ビオトープが完成。
  - 10月 - 第5ビオトープが完成。
- 2003年（平成15年）3月 - 校舎を増築。
- 2019年（平成31年）4月 - 小野幼稚園が三城保育園と統合し三城幼保園となり、大垣市東町3丁目27-1に移転。[2]。

## その他
- 2007年（平成19年）4月11日午前10時半頃、木製遊具（通称ワーワーロープ）の支柱が折れ、13人が怪我をする事故が発生している。この遊具は1989年に設置された物で、外観上は異常は無かったが、クッション用に支柱に取り付けられたタイヤに隠れた部分の木が腐食していたのが原因という。業者による点検は前月の3月9日に行なわれていたが、異常無しと報告している。